# Giulio Pomponio Leto
Giulio Pomponio Leto (lat. : Julius Pomponius Laetus) (né en 1428 à Teggiano, dans l'actuelle province de Salerne, alors dans le royaume de Naples et mort le 9 juin 1497 à Rome) est un antiquaire et humaniste italien du XVe siècle.

## Biographie
Giulio Pomponio Leto est le fils illégitime de Giovanni Sanseverino, Comte de Marsico,.
Dans sa jeunesse, il décide de consacrer sa vie à l'étude du monde antique. À Rome, il rassemble autour de lui d'autres humanistes dans une société semi-secrète d'antiquaires, l'Accademia Romana (de). Leur célébration des rites romains éveille les soupçons du pape Paul II, qui à un moment dissout l'Academia et emprisonne Laetus et ses associés.